# Mandjelia iwupataka
Mandjelia iwupataka är en spindelart som beskrevs av Raven och Churchill 1994. Mandjelia iwupataka ingår i släktet Mandjelia och familjen Barychelidae.
Artens utbredningsområde är Northern Territory, Australien. Inga underarter finns listade i Catalogue of Life.